# Сајнт Роч (Долина Аосте)
Сајнт Роч је насеље у Италији у округу Долина Аосте, региону Долина Аосте.
Према процени из 2011. у насељу је живело 16 становника. Насеље се налази на надморској висини од 642 м.